# 第1特科隊
第1特科隊（だいいちとっかたい、JGSDF 1st Artillery Unit）は、陸上自衛隊北富士駐屯地（山梨県南都留郡忍野村）に駐屯していた第1師団隷下の野戦特科部隊である。また、陸上自衛隊で唯一、国賓・公賓の来日に際しての礼砲を実施する部隊でもあった。災害派遣・広報等の警備隊区は山梨県を担当していた。

## 沿革
第61連隊
- 1951年（昭和26年）5月1日：警察予備隊第1管区隊第61連隊として豊川駐屯地において編成完結。
- 1953年（昭和28年）
  - 3月9日：第61連隊（第2大隊欠）が豊川駐屯地から宇都宮駐屯地に移駐。
  - 7月25日：第2大隊が豊川駐屯地から新町駐屯地へ移駐[2]。
- 1954年（昭和29年）6月10日：第3大隊（第9中隊欠）が宇都宮駐屯地から富士駐屯地に移駐し、同駐屯地が開設。

第1特科連隊
- 1954年（昭和29年）
  - 7月1日：陸上自衛隊発足により、第61連隊が第1特科連隊に称号変更。
  - 9月15日：第9中隊が習志野駐屯地から富士駐屯地に移駐。
  - 9月25日：第3大隊が第108特科大隊に改編。
- 1960年（昭和35年）11月25日：北富士駐屯地が開設され、第4大隊が宇都宮駐屯地から移駐。第4大隊長が北富士駐屯地司令を兼任。
- 1962年（昭和37年）1月18日：師団改編に伴い、第4大隊（北富士駐屯地）が第5大隊に、第5大隊が第6大隊に改編。新たに第4大隊が新編。連隊主力（本部、本部中隊、第1～第3大隊）が駒門駐屯地へ移駐。
- 1969年（昭和44年）3月25日：第4大隊（宇都宮駐屯地）が北富士駐屯地へ、第6大隊（宇都宮駐屯地）が駒門駐屯地へ移駐。
- 1974年（昭和49年）3月26日：35mm2連装高射機関砲 L-90の配備に伴い、第6大隊を改編。
- 1989年（平成元年）
  - 2月24日：大喪の礼が行われた皇居本丸跡で第1大隊が105mm榴弾砲の砲身に喪章をかけ、21発の弔砲を発射した[3]。
  - 3月24日：第5大隊に155mmりゅう弾砲 FH70が配備。
- 1990年（平成02年）11月12日：平成の即位礼正殿の儀に際し、第3大隊が北の丸公園で21発の礼砲を実施[4][5]。
- 1992年（平成04年）3月27日：第6大隊が第1高射特科大隊として分離独立し、師団直轄となる。

第1特科隊
- 2002年（平成14年）3月27日：部隊改編。

1. 第1師団の政経中枢型師団への改編に伴い、連隊から縮小され北富士駐屯地で第1特科隊として再編。
2. 後方支援体制変換に伴い、整備部門を第1後方支援連隊第2整備大隊特科直接支援隊へ移管。

- 2019年（令和元年）10月22日：令和の即位礼正殿の儀に際し、21発の礼砲を実施[6]。
- 2022年（令和04年）9月27日：故安倍晋三国葬儀に際し、19発の弔砲を実施[7]。
- 2023年（令和05年）3月16日：野戦特科の方面隊管理、第1師団の地域配備師団化により第12特科隊と統合し、東部方面特科連隊に改編[8][9]。東部方面特科連隊に駐屯地司令職および礼砲任務を移譲。

## 廃止時の部隊編成

### 第1特科隊
※2023年（令和5年）3月15日
- 第1特科隊本部
- 本部管理中隊「1特-本」
- 情報中隊「1特-情」
- 第1射撃中隊「1特-1」
- 第2射撃中隊「1特-2」
- 第3射撃中隊「1特-3」
- 第4射撃中隊「1特-4」

### 第1特科連隊
※2002年（平成14年）3月26日
- 第1特科連隊本部
- 第1特科連隊本部中隊「1特-本」
- 情報中隊「1特-情」
- 第1特科大隊
  - 第1特科大隊本部
  - 本部管理中隊「1特-1-本」
  - 第1射撃中隊「1特-1-1」
  - 第2射撃中隊「1特-1-2」
- 第2特科大隊
  - 第2特科大隊本部
  - 本部管理中隊「1特-2-1」
  - 第3射撃中隊「1特-2-3」
  - 第4射撃中隊「1特-2-4」
- 第3特科大隊
  - 第3特科大隊本部
  - 本部管理中隊「1特-3-本」
  - 第5射撃中隊「1特-3-5」
  - 第6射撃中隊「1特-3-6」
- 第4特科大隊（北富士駐屯地）
  - 第4特科大隊本部
  - 本部管理中隊「1特-4-本」
  - 第7射撃中隊「1特-4-7」
  - 第8射撃中隊「1特-4-8」
- 第5特科大隊（北富士駐屯地）
  - 第5特科大隊本部
  - 本部管理中隊「1特-5-本」
  - 第9射撃中隊「1特-5-9」
  - 第10射撃中隊「1特-5-10」
  - 第11射撃中隊「1特-5-11」

第1特科連隊時代は駒門駐屯地に連隊本部および3個大隊（第1大隊 - 第3大隊）を、北富士駐屯地に2個大隊（第4大隊・第5大隊）を置いていた。連隊長が駒門駐屯地司令、第5大隊長が北富士駐屯地司令を兼務していた。

## 整備支援部隊
- 第1後方支援連隊第2整備大隊特科直接支援隊「1後支-2整-特」（駒門駐屯地）：2002年（平成14年）3月27日から2023年（令和05年）3月16日の間。

## 礼砲任務
陸上自衛隊唯一の礼砲部隊として、羽田空港における外国国賓・公賓等専用機到着時の礼砲を随時実施しているほか、皇室・国家行事関連として、第1特科連隊時代を含めて2度の即位礼正殿の儀の礼砲、昭和天皇の大喪の礼、故安倍晋三国葬儀における弔砲を実施した。礼砲は通常装備のFH70でなく、関東補給処にて礼砲用として保管する105mm榴弾砲M2A1（10榴）を使用する。これは砲身の長いFH70等では射撃音が大き過ぎる上に高音なため、礼砲・演奏用には不適なためである。
礼砲は1個中隊規模で4中隊持ち回りで編成され、タイミングを調整する指揮所、指揮所に要人の状況報告を行う前進観測班、4門の10榴で編成される戦砲班からなり、中隊長が指揮を執る。服装は甲武装で行う。
令和の即位礼正殿の儀では第1中隊が担当。安倍晋三内閣総理大臣の発する「天皇陛下」の「て」の声に併せ、正殿で待機していた第1特科隊長が携帯電話で指揮所にいる第1中隊長に通達。指揮所から戦砲隊長に下達する形をとった。
礼砲以外では、音楽隊による序曲『1812年』の演奏における使用、駐屯地記念式典での各種訓練展示における敵方の火砲役等として空包を用いる。

## 歴代の部隊長
| 代 | 氏名                   | 在職期間                                                   | 前職                                           | 後職                                                    |
| -- | ---------------------- | ---------------------------------------------------------- | ---------------------------------------------- | ------------------------------------------------------- |
| 01 | 北川政男 （1等警察正） | 1951年05月01日 - 1951年12月22日                            |                                                | 第1管区総監部人事部長                                   |
| 02 | 阿野為秋 （1等保安正） | 1952年01月04日 - 1954年08月19日                            |                                                | 陸上自衛隊高射学校長 兼 習志野駐とん地司令              |
| 03 | 加藤保男               | 1954年08月20日 - 1956年04月23日                            | 陸上自衛隊特科学校長心得 兼 習志野駐とん地司令 | 事故により殉職 （陸将補に特別昇任）                     |
| 04 | 鳴川勝                 | 1956年06月19日 - 1958年05月01日                            | 第2特科連隊長 兼 上富良野駐とん地司令          | 陸上自衛隊富士学校学生課長                              |
| 05 | 国武輝人               | 1958年05月02日 - 1960年07月31日                            | 防衛研修所所員                                 | 西部方面総監部幕僚副長 （陸将補昇任）                   |
| 06 | 福田五郎               | 1960年08月01日 - 1963年07月31日                            | 第1特科団高級幕僚                              | 第1特科団副団長                                         |
| 07 | 名本忠義               | 1963年08月01日 - 1965年07月15日                            | 陸上自衛隊富士学校総合教育部勤務               | 東北方面総監部監察官                                    |
| 08 | 三沢錬一               | 1965年07月16日 - 1968年03月15日                            | 陸上自衛隊富士学校特科教育部 戦術班長          | 陸上自衛隊富士学校総合教育部 副部長 兼 同校同部教務課長 |
| 09 | 中村暉                 | 1968年03月16日 - 1970年01月15日                            | 陸上自衛隊幹部学校学校教官                     | 陸上自衛隊少年工科学校勤務                              |
| 10 | 比留間健               | 1970年01月16日 - 1971年07月15日                            | 陸上自衛隊富士学校研究部第3課長                | 陸上自衛隊高射学校研究部長                              |
| 11 | 松友克己               | 1971年07月16日 - 1973年03月15日                            | 特科教導隊長                                   | 陸上幕僚監部第5部特科班長                               |
| 12 | 松田哲郎               | 1973年03月16日 - 1975年03月16日                            | 統合幕僚会議事務局第2幕僚室勤務                | 陸上自衛隊富士学校勤務                                  |
| 13 | 小木曽文夫             | 1975年03月17日 - 1977年03月15日                            | 自衛隊帯広地方連絡部長                         | 第10師団司令部勤務                                      |
| 14 | 脇田正昭               | 1977年03月16日 - 1978年07月31日                            | 陸上自衛隊幹部学校学校教官                     | 陸上自衛隊富士学校管理部長                              |
| 15 | 横手中                 | 1978年08月01日 - 1980年07月31日                            | 陸上幕僚監部監理部総務課 監理班長              | 陸上自衛隊富士学校管理部長                              |
| 16 | 稲坂哲男               | 1980年08月01日 - 1982年08月01日                            | 陸上幕僚監部装備部管理・輸送課 後方計画班長    | 東北方面総監部調査部長                                  |
| 17 | 町田宗宏               | 1982年08月02日 - 1984年07月31日                            | 陸上幕僚監部装備部装備計画課 企画班長          | 北部方面総監部防衛部長                                  |
| 18 | 織田基生               | 1984年08月01日 - 1986年07月31日 ※1986年07月01日 陸将補昇任 | 陸上幕僚監部調査部付                           | 第5師団副師団長 兼 帯広駐屯地司令                       |
| 19 | 宮本敏明               | 1986年08月01日 - 1988年03月15日                            | 陸上幕僚監部防衛部防衛課 業務計画班長          | 陸上幕僚監部教育訓練部教育課長                          |
| 20 | 益田兼弘               | 1988年03月16日 - 1989年06月29日                            | 陸上幕僚監部防衛部防衛課 業務計画班長          | 陸上幕僚監部人事部人事計画課長                          |
| 21 | 弘中治雄               | 1989年06月30日 - 1991年07月31日                            | 陸上自衛隊幹部学校総務部総務課長               | 陸上自衛隊幹部学校学校教官                              |
| 22 | 塚田信一               | 1991年08月01日 - 1993年03月31日                            | 陸上自衛隊幹部学校主任教官                     | 陸上幕僚監部調査部調査第2課長                           |
| 23 | 黒木八郎               | 1993年04月01日 - 1995年06月29日                            | 防衛医科大学校学生部訓練課長                   | 自衛隊島根地方連絡部長                                  |
| 24 | 山崎文夫               | 1995年06月30日 - 1996年12月16日                            | 陸上幕僚監部調査部調査第2課 調査第1班長        | 北部方面総監部人事部長                                  |
| 25 | 松本晴朗               | 1996年12月16日 - 1999年11月30日                            | 東部方面総監部人事部人事課長                   | 陸上自衛隊幹部学校主任教官                              |
| 末 | 大城成一郎             | 1999年12月01日 - 2002年03月26日                            | 西部方面総監部防衛部訓練課長                   | 中部方面総監部勤務                                      |

| 代 | 氏名       | 在職期間                        | 前職                                        | 後職                                       |
| -- | ---------- | ------------------------------- | ------------------------------------------- | ------------------------------------------ |
| 01 | 松岡久夫   | 2002年03月27日 - 2003年07月31日 | 北部方面総監部人事部人事課長                | 陸上自衛隊富士学校特科部教育課長           |
| 02 | 児嶋幹司   | 2003年08月01日 - 2005年07月31日 | 陸上幕僚監部人事部人事計画課 予備自衛官班長 | 自衛隊愛媛地方連絡部長                     |
| 03 | 坂田順彦   | 2005年08月01日 - 2007年12月02日 | 中部方面総監部人事部人事課長                | 中部方面情報保全隊長                       |
| 04 | 大池孝志   | 2007年12月03日 - 2009年07月31日 | 第3師団司令部第3部長                        | 自衛隊茨城地方協力本部長                   |
| 05 | 山口耕司   | 2009年08月01日 - 2011年11月30日 | 陸上幕僚監部付                              | 第15旅団司令部幕僚長                       |
| 06 | 澤﨑伸二   | 2011年12月01日 - 2014年03月25日 | 第8師団司令部第3部長                        | 統合幕僚監部運用部運用第1課 運用企画調整官 |
| 07 | 七嶋剛士   | 2014年03月26日 - 2015年08月03日 | 北部方面総監部法務官                        | 陸上幕僚監部総括副法務官                   |
| 08 | 佐藤恒昭   | 2015年08月04日 - 2018年03月26日 | 北部方面総監部装備部後方運用課長            | 陸上自衛隊教育訓練研究本部 主任訓練評価官  |
| 09 | 林佐光     | 2018年03月27日 - 2020年07月31日 | 自衛隊山梨地方協力本部長                    | 陸上自衛隊教育訓練研究本部主任教官         |
| 10 | 大塚慎太郎 | 2020年08月01日 - 2022年07月31日 | 陸上総隊司令部運用部防衛課長                | 陸上自衛隊教育訓練研究本部総合企画官       |
| 末 | 富永將文   | 2022年08月01日 - 2023年03月15日 | 陸上総隊司令部運用部防衛課長                | 東部方面特科連隊長 兼 北富士駐屯地司令     |

## 主要装備
- 155mmりゅう弾砲 FH70
- 中砲けん引車
- 1/2tトラック / 73式小型トラック
- 1 1/2tトラック / 73式中型トラック
- 3 1/2tトラック / 73式大型トラック
- 対砲レーダ装置 JTPS-P16
- 対迫レーダ装置 JMPQ-P13
- 89式5.56mm小銃
- 9mm拳銃
- 105mm榴弾砲M2A1 - 礼砲用。通常は関東補給処にて保管されている。

## 警備隊区
- 山梨県甲府市、富士吉田市、都留市、山梨市、大月市、韮崎市、南アルプス市、北杜市、甲斐市、笛吹市、上野原市、甲州市、中央市、西八代郡市川三郷町、南巨摩郡早川町、南巨摩郡身延町、南巨摩郡南部町、南巨摩郡富士川町、中巨摩郡昭和町、南都留郡道志村、南都留郡西桂町、南都留郡忍野村、南都留郡山中湖村、南都留郡鳴沢村、南都留郡富士河口湖町、北都留郡小菅村、北都留郡丹波山村